# Бороре
Бо̀роре (на италиански и на сардински: Borore) е малко градче и община в Южна Италия, провинция Нуоро, автономен регион и остров Сардиния. Разположено е на 394 m надморска височина. Населението на общината е 2190 души (към 2013 г.).